# فتنة جدة
فتنة جدة رواية للكاتب السعودي مقبول العلوي. صدرت الرواية لأوّل مرة عام 2010 عن “دار الكوكب” الشقيقة لدار الريّس للكتب والنشر في بيروت. ودخلت في القائمة الطويلة للجائزة العالمية للرواية العربية لعام 2011، المعروفة باسم «جائزة بوكر العربية».

## حول الرواية
يروي الكاتب السعودي «مقبول موسى العلوي» في هذه الرواية حكتية تجري أحداثها في أواخر القرن التاسع عشر، حيث تستعرض القومية العثمانية في منطقة الخليج العربي. عندما يقوم قائد سفينة عربي بإنزال العلم البريطاني عن سفينته ورفع العلم العثماني مكانه، فيثير غضب القنصل البريطاني، وهو حامي السفينة، فتخرج الأحداث عن السيطرة، وصولًا إلى سفك الدماء واندلاع ثورة عربية خليجية ضدّ الحكم البريطاني.